# Prolaz Most
Prolaz Most je morski tjesnac u Jadranskom moru.
Njima se ploveći s otvorenog mora ulazi u luku Mali Lošinj.
Sa sjeverozapadne strane ga zatvara otok Koludarc, a s jugoistočne otok Lošinj.